# 2013년 대한민국의 영화 목록
다음은 2013년에 개봉됐던 대한민국의 영화 목록이다.

## 목록

### 1월
| 개봉일   | 제목                               | 감독   | 출연                           | 장르       | 비고      | 참고   |
| -------- | ---------------------------------- | ------ | ------------------------------ | ---------- | --------- | ------ |
| 1월 3일  | 《누나》                           | 이원식 | 성유리                         | 드라마     |           | [ 1 ]  |
| 1월 3일  | 《오하이오 삿포로》                | 김성준 | 소이, 태인호                   | 드라마     |           | [ 2 ]  |
| 1월 9일  | 《마이 리틀 히어로》               | 김성훈 | 김래원, 이성민                 | 드라마     |           | [ 3 ]  |
| 1월 9일  | 《박수건달》                       | 조진규 | 박신양                         | 코미디     |           | [ 4 ]  |
| 1월 17일 | 《배꼽》                           | 박보상 | 이미숙, 천호진, 김승우         | 코미디     |           | [ 5 ]  |
| 1월 17일 | 《베드》                           | 박철수 | 장혁진, 이민아                 | 드라마     | 소설 원작 | [ 6 ]  |
| 1월 23일 | 《7번방의 선물》                   | 이환경 | 류승룡, 박신혜                 | 코미디     |           | [ 7 ]  |
| 1월 23일 | 《뽀로로 극장판: 슈퍼썰매 대모험》 | 박영균 | 이선, 이미자                   | 애니메이션 |           | [ 8 ]  |
| 1월 24일 | 《나비와 바다》                    | 박배일 | 재년, 우영                     | 다큐멘터리 |           | [ 9 ]  |
| 1월 30일 | 《베를린》                         | 류승완 | 하정우, 한석규, 류승범, 전지현 | 액션       |           | [ 10 ] |

### 2월
- 누구의 딸도 아닌 해원
- 뒷담화: 감독이 미쳤어요
- 분노의 윤리학
- 신세계
- 1999, 면회
- 참을 수 없는 성적유희 감독판
- 굿바이 홈런
- 남자사용설명서
- 불륜의 시대
- 남쪽으로 튀어
- 반달곰

### 3월
- 모래가 흐르는 강
- 좋은 친구들
- 생생활활
- 소명 하늘의 별
- 연애의 온도
- 지슬 - 끝나지 않은 세월 2
- 누구나 제 명에 죽고 싶다
- 미스진은 예쁘다
- 설인
- 파파로티
- 사이코메트리

### 4월
- 마지막 중독
- 공정사회
- 노리개
- 왕자가 된 소녀들
- 태아 3D
- 전설의 주먹
- 끝과 시작
- 런닝맨
- 비념

### 5월
- 환상속의 그대
- 고령화 가족
- 이티피 페스티벌
- 전국노래자랑
- 뜨거운 안녕
- 잠 못 드는 밤
- 콘돌은 날아간다
- 창녀의 성적유희
- 길위에서
- 자극의 세기
- 춤추는 숲
- 몽타주
- 미나문방구
- 어디로 갈까요?

### 6월
- 더 웹툰: 예고살인
- 맛있는 섹스 - 인연
- 힘내세요, 병헌씨
- 꼭두각시
- 닥터
- 이별계약
- 홀리
- 마이 라띠마
- 앵두야, 연애하자
- 은밀하게 위대하게

### 7월
- 거짓말 섹스가 좋아
- 48미터
- 감시자들
- 더 테러 라이브
- 군사통제구역 팔이공지대
- 링
- 우리는 그곳에 있었다
- 미스터 고
- 전망 좋은 차 - 맛있는 섹스
- 경복
- 명왕성
- 슈퍼피쉬 - 끝없는 여정
- 콩가네

### 8월
- 관음 - 욕망의 유희
- 아티스트 봉만대
- 우리들의 헤어진 여자친구
- 일탈여행 : 프라이빗 아일랜드
- 할매
- 할매 - 시멘트정원
- 가시꽃
- 방독피
- 아름다운 이별은 없다
- 그리고 싶은 것
- 렛 미 아웃
- 가자, 장미여관으로
- 감기
- 숨바꼭질
- 허풍
- 러브 인 코리아
- 슈퍼쇼 4 3D
- 죽지않아
- 젊은 엄마
- 노랑머리 - 플라스틱 섹스
- 설국열차

### 9월
- 벌거숭이
- 아유레디?
- 짓
- 러시안 소설
- 낭만파 남편의 편지
- 우리 선희
- 관상
- 개똥이
- 뫼비우스
- 미스체인지
- 스파이
- 천안함 프로젝트

### 10월
- 노라노
- 녹색의자 2013 - 러브 컨셉츄얼리
- 맛있는 사랑공식 - 섹스
- 원 오브 어 카인드 3D
- 노브레싱
- 연애의 기술
- 응징자
- 공범
- 말하는 건축 시티:홀
- 배우는 배우다
- 히어로
- 소원택시
- 깡철이
- 댄서김의 은밀한 교수법
- 소원
- 화이: 괴물을 삼킨 아이

### 11월
- 고양이 소녀
- 붉은 바캉스 검은 웨딩 2
- 뷰티풀 차일드
- 안녕? 오케스트라
- 열한시
- 잉여들의 히치하이킹
- 창수
- 결혼전야
- 롤플레이 2 : 동침
- 사이비
- 완전 소중한 사랑
- 전망 좋은 하우스 - 관음적 욕망
- 청춘정담
- 더 파이브
- 데드 엔드
- 블랙 가스펠
- 잉투기
- 친구 2
- 무게
- 사랑해! 진영아
- 소녀
- 야관문 : 욕망의 꽃
- 동창생
- 붉은 가족

### 12월
- 몽정애 - 꿈 속의 여인
- 그녀가 부른다
- 청야
- 거짓말 섹스가 좋아 2
- 용의자
- 미녀전쟁
- 시바, 인생을 던져
- 변호인
- 캐치미
- 그 강아지 그 고양이
- 비밀의 화방
- 풍경
- 집으로 가는 길
- 베일
- 화려한 외출

## 같이 보기
- 2013년 대한민국

## 참고 자료
- KOFIC 영화데이터베이스